# Raymond Cecil Moore
Raymond Cecil Moore (* 20. Februar 1892 in Roslyn, Washington; † 16. April 1974 in Lawrence, Kansas) war ein amerikanischer Geologe, Paläontologe und Stratigraph, der unter anderem aufgrund seiner maßgeblichen Beteiligung am Standardwerk für die Paläontologie, dem Treatise on Invertebrate Paleontology, bekannt wurde.

## Leben
Moore wuchs als ältestes von vier Kindern des irischstämmigen Baptistenpredigers Bernard Harding Moore und seiner Frau Winifred Denney in den Wenatchee Mountains auf. Seine Ausbildung an der Denison University in Ohio schloss er 1912 mit dem Grad eines Bachelors ab, ging dann an die University of Chicago und erhielt 1916 einen Doktorgrad summa cum laude für seine Arbeit über das frühe Mississippium von Missouri. Als frischgebackener Doktor wurde er Assistenzprofessor der Geologie an der University of Kansas und gleichzeitig Staatsgeologe und Direktor des Staatlichen Geologischen Dienstes von Kansas, eine Stelle, die er bis 1954 innehatte. An der University of Kansas war er zwischen 1920 und 1954 dreimal Vorsitzender der geologischen Fakultät, er wurde 1962 emeritiert.
1943 meldete er sich im Alter von 51 Jahren zum aktiven Militärdienst im Zweiten Weltkrieg und diente als Berater von General Douglas MacArthur in Japan. Moore war zweimal verheiratet und hatte eine Tochter.

## Wirken
In der Zeit als Staatsgeologe begann Moore mit der feinstratigraphischen Aufnahme von Gesteinsschichten des Pennsylvaniums bis Perms, die sich in den mittleren Vereinigten Staaten über weite Strecken genau verfolgen ließen, und entwickelte Theorien über wiederkehrende (zyklische) Sedimentation, die Entwicklung von Sedimentationssequenzen (Sequenzstratigraphie) und die Bedeutung von Fossiliengemeinschaften für das Verständnis von stratigraphischen Abfolgen. Die Ergebnisse dieser Arbeiten flossen in die Veröffentlichungen im Rahmen der geologischen Landesaufnahme von Kansas ein, die 1937 herauskamen. Moore wurde bekannt für seine Fähigkeit zur Organisation und brachte seine Kollegen beim Staatlichen Geologischen Dienst von Kansas dazu, verbindliche, für den ganzen Bundesstaat gültige Regeln zur Benennung stratigraphischer Einheiten zu verwenden. Sein Vorschlag zur stratigraphischen Unterteilung der Gesteine von Kansas hat heute noch Bestand.
Während der Arbeit mit stratigraphischen Fragen und der Beschäftigung mit der Fazies der Gesteine erkannte Morre die Bedeutung von Fossiliengemeinschaften für die Interpretation von Gesteinsabfolgen. Er selbst befasste sich unter anderem mit fossilen Korallen, Gastropoden und Bryozoen, insbesondere aber Crinoiden. 1952 gab er mit C.G. Lalicker und A.G. Fischer das heute noch benutzte Standardwerk Invertebrate Fossils heraus. Seit 1948 bereitete er die Herausgabe des ab 1953 erscheinenden Treatise on invertebrate paleontology, das seitdem bis heute in 50 Bänden erschienen ist und sich zum wichtigsten Verzeichnis auf dem Gebiet der Paläontologie der Wirbellosen entwickelt hat.

## Ehrungen
1952 wurde Moore in die American Academy of Arts and Sciences gewählt. 1958 war er Präsident der Geological Society of America. 1968 wurde er mit der Wollaston-Medaille der Geological Society of London ausgezeichnet, und 1970 mit der Mary-Clark-Thompson-Medaille der National Academy of Sciences.
Weitere Auszeichnungen erhielt er von der Philadelphia Academy of Natural Sciences, der American Association of Petroleum Geologists (AAPG), der Paleontological Society, der Académie Royale de Belgique und der Society for Sedimentary Geology (SEPM). Nach Moore ist der Raymond C. Moore Memorial Grant der AAPG benannt und die Raymond C. Moore Medal for Paleontology der SEPM. 1965 wurde er Ehrenmitglied der Paläontologischen Gesellschaft.

## Werke
- Historical Geology, McGraw Hill 1933.
- 1952 mit C. G. Lalicker, A. Fischer: Invertebrate Fossils. McGraw Hill, ISBN 978-0070430204.
- ab 1953: Initiator und Herausgeber des Treatise on invertebrate paleontology. The Geological Society of America, University of Kansas Press, Lawrence.